# 猎户座大厦
猎户座大厦（The Orion）是位于纽约市曼哈顿地狱厨房西42街350号的高层建筑，介于第八大道和第九大道之间。该大楼高604英尺（184米），共有58层居住单元。尽管其高度以摩天大楼而言并不算特别高，但自从其于2005年9月封顶后，在时代广场以西的42街建筑中鹤立鸡群。